# Hirtolabus alienoris
Hirtolabus alienoris là một loài tò vò trong họ Ichneumonidae.